# رضا باقر
رضا باقر (زاده ۱۰ مارس ۱۹۵۸) کارگردان و فیلمنامه‌نویس ایرانی-سوئدی است که بیشتر به خاطر فیلم موسیقی عامه‌پسند شناخته شده است.

## پیوند به خارج
- رضا باقر در بانک اطلاعات اینترنتی فیلم‌ها (IMDb)